# Iraq Petroleum Company
Iraq Petroleum Company (IPC) foi um consórcio petrolífero de monopólio de exploração e produção no Iraque.

## História
O consórcio foi estabelecido em 1929, e atuou até a nacionalização do petróleo no país nos anos 70, com a criação da Iraq National Oil Company.

## Companhias
- Anglo-Persian Oil Company
- Royal Dutch Shell
- Compagnie Française des Pétroles
- Near East Development Corporation
- Calouste Gulbenkian